# Pokémon Art Academy
Pokémon Art Academy (ポ ケ モ ン ア ー ト ア カ デ ミ ー) é um jogo eletrônico educacional de desenho desenvolvido pela Headstrong Games, publicado pela Nintendo para o Nintendo 3DS. É um spin-off da série Art Academy com personagens da franquia de mídia Pokémon e foi lançado no Japão em 19 de junho de 2014, na Europa em 4 de julho de 2014, na Austrália no dia seguinte e na América do Norte em 24 de outubro de 2014. O jogo foi disponibilizado tanto para varejo quanto para download na Nintendo eShop, e é o primeiro título 3DS com suporte integrado ao Miiverse para compartilhamento de arte.

## Jogabilidade
Pokémon Art Academy é um jogo de arte educacional projetado para ensinar os jogadores a desenhar vários personagens Pokémon em 40 lições de avanço. Os jogadores progridem através de três níveis de habilidade - Novato, Aprendiz e Pós-Graduação - enquanto aprendem novas técnicas e conceitos de arte, com ferramentas adicionais como pastel e pincel sendo desbloqueadas ao longo do caminho. O Curso Iniciante começa com habilidades como desenhar retratos frontais, ângulos e formas de construção, enquanto os estágios posteriores introduzem sombreamento, hachura, opacidade e esboços à mão livre. Cada desenho pode ser transferido para um Pokémon Trading Card Game borda do cartão na conclusão, com a opção de adicionar uma imagem de fundo.
O jogo também inclui um Modo de Pintura Livre que permite aos jogadores desenhar o que quiserem, com a opção de carregar modelos como referência, assim como o Modo Quick Sketch, que requer um desenho simples com ferramentas limitadas. Modelos adicionais podem ser obtidos progredindo nas aulas ou como conteúdo para download por meio de promoções especiais na Nintendo Network. Pokémon Art Academy apresenta a funcionalidade Miiverse que permite que os desenhos sejam carregados para a Comunidade Miiverse da Nintendo, bem como participar em concursos de arte. Ao contrário da série principal Art Academy, este título apresenta ferramentas não tradicionais, como camadas e uma função desfazer. Essas ferramentas de arte digital são geralmente evitadas em títulos anteriores para encorajar uma experiência autêntica com a arte tradicional, embora em um meio digital. Uma vez que Pokémon Art Academy é bastante focado em educar no desenho de personagens Pokémon, uma série voltada para crianças muito pequenas (embora não especificamente), este título tem algumas liberdades brandas com essas ferramentas digitais.

## Desenvolvimento
Pokémon Art Academy foi anunciado pela Nintendo Japan em 29 de abril de 2014, juntamente com uma data de lançamento no Japão marcada para junho do ano seguinte. Foi lançado oficialmente no Japão em 19 de junho de 2014. Os lançamentos em inglês foram confirmados um mês depois. Foi lançado na Europa em 4 de julho de 2014 e na Nova Zelândia e Austrália em 5 de julho de 2014. O título foi originalmente definido para lançamento na América do Norte em algum momento do outono, com um outubro finalizado a data de lançamento de 2014, foi confirmada posteriormente para a região por meio de um comunicado à imprensa no mês de agosto seguinte.